# Rampinelli (famiglia)
Rampinelli è una famiglia nobile bresciana, derivante dal casato degli Avogadro attraverso Ottorino Avogadro, padre di Marchesio, soprannominato "Rampino" detentore delle decime vescovili di Concesio.

## Origini
Nel diploma di concessione del titolo di Conte di Polonia da parte di Stanislao II Augusto Poniatowski i Rampinelli sono citati ripetutamente come "Nobili Generosi" ovvero la cui nobiltà deriva dalla discendenza di sangue e non da una concessione successiva.
I Rampinelli si dedicarono fino al XVIII secolo della produzione di armi e della lavorazione del ferro nella val Trompia.
L'onore della famiglia accresce soprattutto grazie a Scipione Rampinelli, consigliere del Sacro Romano Imperatore Ferdinando e ai fratelli Marchisio e Francesco, con il cugino Modesto che partecipano alle insurrezioni bresciane contro l'avanzata francese e gli assedi di Gaston de Foix schierandosi dunque al fianco della Serenissima Repubblica di Venezia.
Il già citato Modesto Rampinelli sposa Fiordispina Oldofredi, attraverso il cui patrimonio espande l'influenza dei Rampinelli anche nel bacino del basso Sebino e diventa proprietario della gran parte di Iseo di cui già gli Oldofredi erano padroni.
Nella bassa bresciana possiedono vasti possedimenti a Calvisano e Travagliato in cui vi è un palazzo che porta il loro nome.

### In Val Trompia

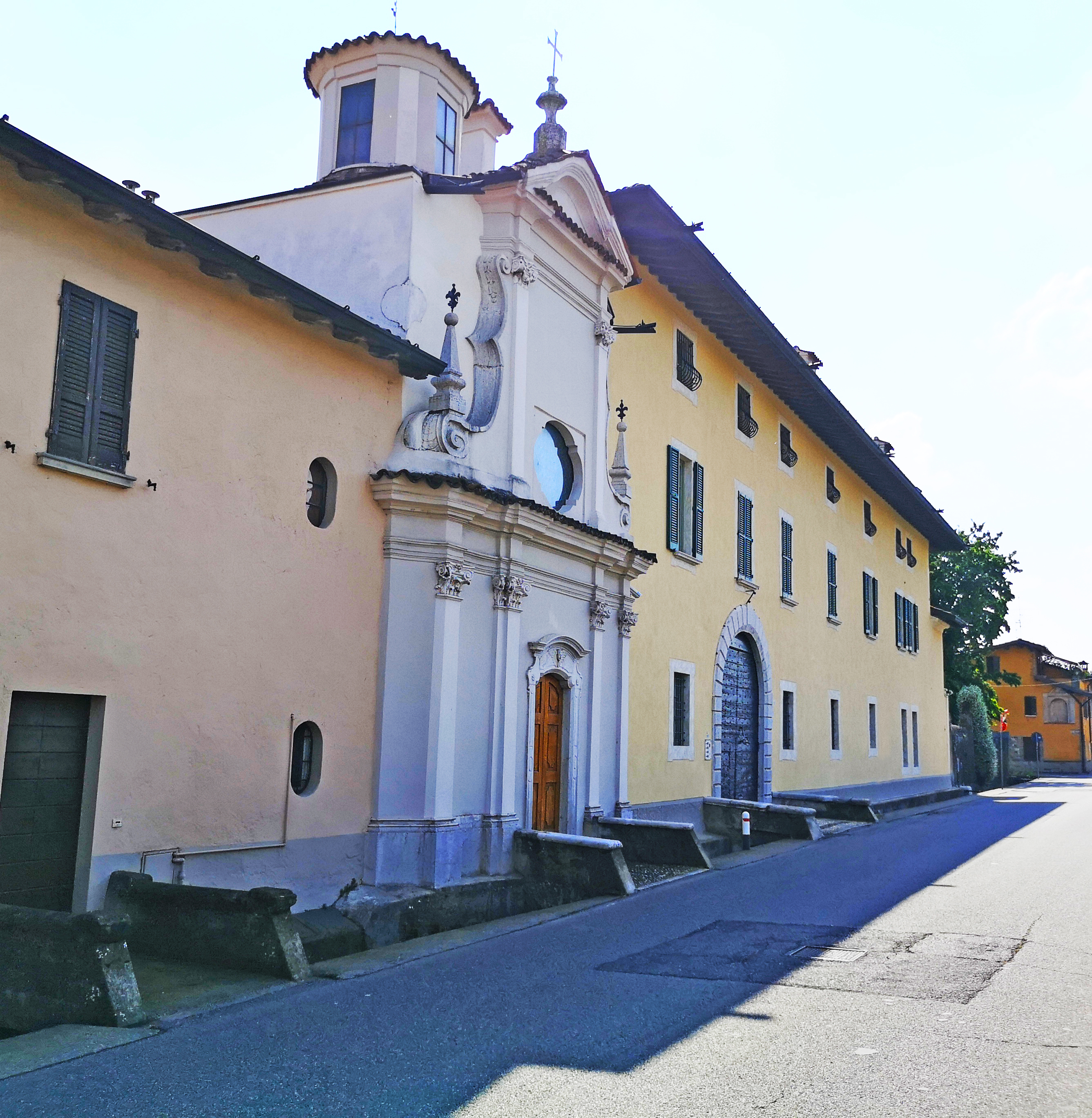
Palazzo Rampinelli a Travagliato

Gardone Val Trompia rimane comunque il centro degli interessi familiari. Le entrate generate dalle fucine e dalla produzione di armi sono tali che i Rampinelli possono ingaggiare bande di "bravi" che scorrazzano per la Valtrompia aiutando con estorsioni l'ampliamento degli interessi della famiglia.
Durante il corso di tutto il XVII sec. si susseguono scontri sanguinosi tra i Rampinelli e i Chinelli. Per farsi perdonare dei soprusi commessi i Rampinelli creano una compagnia soprannominata "la Rampinella" che per vent'anni combatte contro i turchi ottomani, questo gli vale il perdono da parte della Serenissima. Perdonati i Rampinelli si ricongiungono con i Chinelli con i quali formano un'asse commerciale includendo anche la famiglia Acquisti. Con la potenza economica combinata delle tre famiglie che controllano tutte le fucine della Valtrompia, i Rampinelli si accaparrano contratti di rifornimento di munizioni per la Serenissima per parecchi anni.
Prova della riconciliazione delle famiglie è la nascita di Ludovico Rampinelli nato da una Chinelli, che poi entrerà nell'ordine olivetano prendendo il nome di Ramiro, considerato uno dei più grandi matematici della sua epoca.
Da ricordare non sono solo gli episodi di violenza ma anche il mecenatismo della famiglia nei confronti delle arti e della Chiesa, la famiglia si fa promotrice di della costruzione della cappella della S.S. Trinità e patrocina la festa popolare di San Carlo Borromeo. Notevole è la presenza dei Rampinelli nelle compagnie religiose, soprattutto quella del S.S. Nome di Dio.
Inoltre molti Rampinelli svolgono incarichi pubblici come Sindaci e Notai in varie località della provincia. Si può affermare che i Rampinelli hanno i connotati sia della Nobiltà di spada che della Nobiltà di toga, in quanto rappresentano sia il potere militare e l'antica aristocrazia feudataria che i pubblici uffici e la burocrazia nei secoli XVII e XVIII.

## Conti di Polonia
Con la crisi del settore dell'armeria nel '700 gli interessi della famiglia scivolano sempre più a sud della valle, si radicano in città e gravitano sempre più verso le proprietà fondiarie di Travagliato, proprio questo ramo di Travagliato riceve il 1° agosto 1770 il titolo e la dignità di Conte di Polonia dal Re Stanislao II Augusto Poniatowski. Estintosi suddetto ramo della famiglia, nel 1941 viene creato Conte nel Regno d'Italia Bortolo Rampinelli Figlio di Francesco e Chiara Passerini, che eredita il patrimonio del senatore Angelo Passerini.

## Struttura del Casato Rampinelli
|                           |                                         |                                         |                          |                        |                        |                        |                        |
|                           |                                         | Avogadro                                |                          |                        |                        |                        |                        |
|                           |                                         |                                         |                          |                        |                        |                        |                        |
|                           |                                         |                                         |                          |                        |                        |                        |                        |
|                           |                                         | Rampinelli "di Concesio" 1356           |                          |                        |                        |                        |                        |
|                           |                                         |                                         |                          |                        |                        |                        |                        |
|                           |                                         |                                         |                          |                        |                        |                        |                        |
|                           | Rampinelli Conti di Polonia 1770-XXsec. | Rampinelli Conti di Polonia 1770-XXsec. | Rampinelli di Brescia    | Rampinelli di Brescia  |                        |                        |                        |
|                           |                                         |                                         |                          |                        |                        |                        |                        |
|                           |                                         |                                         |                          |                        |                        |                        |                        |
| Rampinelli-Passerini 1893 | Rampinelli-Passerini 1893               | Rampinelli-Almici 1899                  | Rampinelli-Almici 1899   | Rampinelli-Almici 1900 | Rampinelli-Almici 1900 | Rampinelli-Almici 1904 | Rampinelli-Almici 1904 |
|                           |                                         |                                         |                          |                        |                        |                        |                        |
|                           |                                         |                                         |                          |                        |                        |                        |                        |
| Rampinelli-Rota 1934      | Rampinelli-Rota 1934                    | Rampinelli-Mondella 1970                | Rampinelli-Mondella 1970 |                        |                        |                        |                        |

## Albero genealogico
|                       |                       |                                    |                                    |                        |                        |                                              |                                              |                                           |                                           |                                                       |                                                       |                                             |                   |             |                 |                 |                                                                 |                                                     |                      |              |              |                       |                                                      |                                                      |                                                          |                                                          |                                      |                                      |                                       |                                       |              |
|                       |                       |                                    |                                    |                        |                        |                                              |                                              |                                           |                                           |                                                       |                                                       |                                             |                   |             |                 |                 | Francesco Rampinelli sposa 1Chiara Passerini 2Anna Maria Almici |                                                     |                      |              |              |                       |                                                      |                                                      |                                                          |                                                          |                                      |                                      |                                       |                                       |              |
|                       |                       |                                    |                                    |                        |                        |                                              |                                              |                                           |                                           |                                                       |                                                       |                                             |                   |             |                 |                 |                                                                 |                                                     |                      |              |              |                       |                                                      |                                                      |                                                          |                                                          |                                      |                                      |                                       |                                       |              |
|                       |                       |                                    |                                    |                        |                        |                                              |                                              |                                           |                                           |                                                       |                                                       |                                             |                   |             |                 |                 |                                                                 |                                                     |                      |              |              |                       |                                                      |                                                      |                                                          |                                                          |                                      |                                      |                                       |                                       |              |
|                       |                       |                                    |                                    |                        |                        | 1Bortolo *1893†1984 Sposa Nob. Lucrezia Rota | 1Bortolo *1893†1984 Sposa Nob. Lucrezia Rota |                                           |                                           |                                                       | 1Maria Clara sposa Ferretti con discendenza           | 1Maria Clara sposa Ferretti con discendenza |                   |             |                 |                 | 2Cav. Dott. Vincenzo *1899 sposa Adelaide Mocinelli             | 2Cav. Dott. Vincenzo *1899 sposa Adelaide Mocinelli |                      |              |              |                       | 2Dott. Giovanni *1900†1993 Sposa Nob. Lucia Mondella | 2Dott. Giovanni *1900†1993 Sposa Nob. Lucia Mondella | 2Adele *1935 sposa Gener. Carlo de Capoa con discendenza | 2Adele *1935 sposa Gener. Carlo de Capoa con discendenza | 2Lodovico *1904 sposa Maria Ferrazzi | 2Lodovico *1904 sposa Maria Ferrazzi | 2Pier Angelo *1907†1981               | 2Pier Angelo *1907†1981               |              |
|                       |                       |                                    |                                    |                        |                        |                                              |                                              |                                           |                                           |                                                       |                                                       |                                             |                   |             |                 |                 |                                                                 |                                                     |                      |              |              |                       |                                                      |                                                      |                                                          |                                                          |                                      |                                      |                                       |                                       |              |
|                       |                       |                                    |                                    |                        |                        |                                              |                                              |                                           |                                           |                                                       |                                                       |                                             |                   |             |                 |                 |                                                                 |                                                     |                      |              |              |                       |                                                      |                                                      |                                                          |                                                          |                                      |                                      |                                       |                                       |              |
|                       |                       | Avv. Angelo *1934 sposa Piera Regé | Avv. Angelo *1934 sposa Piera Regé | Maria Clara *1955†1955 | Maria Clara *1955†1955 | Silvia *1938                                 | Silvia *1938                                 | Carla *1944 sposa il Dott. Adolfo Ferrata | Carla *1944 sposa il Dott. Adolfo Ferrata | Avv. Pierfrancesco Ramiro *1946 sposa Grazia Beccaria | Avv. Pierfrancesco Ramiro *1946 sposa Grazia Beccaria |                                             |                   |             | Francesca *1926 | Francesca *1926 | Dr. Silvio *1932 sposa Nob. Cecilia Mondella                    | Dr. Silvio *1932 sposa Nob. Cecilia Mondella        | Marisa *1936         | Marisa *1936 |              |                       | Geom. Gianfranco *1941†2024 sposa Anna Olian Fannio  | Geom. Gianfranco *1941†2024 sposa Anna Olian Fannio  | Maria Laura *1932                                        | Maria Laura *1932                                        | Francesco *1937                      | Francesco *1937                      | Gian Carlo *1942 sposa Clara Cimaschi | Gian Carlo *1942 sposa Clara Cimaschi |              |
|                       |                       |                                    |                                    |                        |                        |                                              |                                              |                                           |                                           |                                                       |                                                       |                                             |                   |             |                 |                 |                                                                 |                                                     |                      |              |              |                       |                                                      |                                                      |                                                          |                                                          |                                      |                                      |                                       |                                       |              |
|                       |                       |                                    |                                    |                        |                        |                                              |                                              |                                           |                                           |                                                       |                                                       |                                             |                   |             |                 |                 |                                                                 |                                                     |                      |              |              |                       |                                                      |                                                      |                                                          |                                                          |                                      |                                      |                                       |                                       |              |
| Francesca Paola *1969 | Francesca Paola *1969 | Lucrezia *1960                     | Lucrezia *1960                     | Lodovica *1978         | Lodovica *1978         |                                              |                                              | Bartolomeo *1978                          | Bartolomeo *1978                          | Giampiero *1980                                       | Giampiero *1980                                       | Bruno Carlo *1989                           | Bruno Carlo *1989 | Paola *1965 | Paola *1965     | Emma *1968      | Emma *1968                                                      | Vincenzo Luigi *1970                                | Vincenzo Luigi *1970 | Marzia *1978 | Marzia *1978 | Ing. Alessandro *1976 | Ing. Alessandro *1976                                | Dott. Piergiorgio *1978                              | Dott. Piergiorgio *1978                                  |                                                          |                                      | Francesco *1973†2025                 | Francesco *1973†2025                  | Andrea *1976                          | Andrea *1976 |